# Guerra de Canudos (filme)
Guerra de Canudos é um filme brasileiro de 1997, do gênero drama, dirigido por Sérgio Rezende. É baseado no célebre episódio real da história brasileira, a Guerra de Canudos, na qual o exército brasileiro enfrentou os integrantes de um movimento religioso liderado por Antônio Conselheiro, e que durou de 1896 a 1897 e terminou com o massacre dos insurgentes pelas tropas federais. O filme foi orçado em 6 milhões de reais, e consumiu quase quatro anos de trabalho.
Foi exibido em forma de minissérie pela TV Globo, entre 16 de dezembro e 19 de dezembro de 1997, em 4 capítulos, sendo a primeira vez que a emissora adaptou a exibição de um longa-metragem neste formato, expediente que passou a ser utilizado com mais frequência desde então.
O ex-futebolista Daniel Alves, natural de Juazeiro, aparece como figurante no longa. Segundo o próprio jogador: "Eles estavam gravando lá o filme e precisavam de pessoas para trabalhar como figurantes. E pelo trabalho eles davam a alimentação e R$ 5,00 ou R$ 10,00 por dia. Então ninguém queria perder essa boquinha. Consegui sair no filme. Mas acho que ninguém vai me conhecer porque eu estava ali no meio de todo mundo. Mas foi muito legal."

## Sinopse
Uma família sertaneja se divide quando a filha mais velha, Luíza, se recusa a acompanhar os pais na peregrinação liderada por Antônio Conselheiro. Luíza foge e se torna prostituta, passando a viver de forma independente. Sua família migra para Belo Monte, região de Canudos, onde Antônio Conselheiro e seus fiéis procuram resistir aos ataques dos soldados federais enviados para acabar com o povoado.
A situação do Nordeste brasileiro, no final do século XIX, era muito precária. Fome, seca, miséria, violência e abandono político afetavam os nordestinos, principalmente, a população mais carente. Toda essa situação, em conjunto com o fanatismo religioso, desencadeou um grave problema social. Em novembro de 1896, no sertão da Bahia, foi iniciado este conflito civil. Ele teve a duração de quase um ano, até 5 de outubro de 1897, e, devido à força adquirida, o governo da Bahia pediu o apoio da República para conter este movimento formado por fanáticos, jagunços e sertanejos sem emprego.
O beato Conselheiro, homem que passou a ser conhecido logo depois da Proclamação da República, era quem liderava este movimento. Ele acreditava que havia sido enviado por Deus para acabar com as diferenças sociais e também com os pecados republicanos, entre estes, estavam o casamento civil e a cobrança de impostos. Com estas ideias em mente, ele conseguiu reunir um grande número de adeptos que acreditavam que seu líder realmente poderia libertá-los da situação de extrema pobreza na qual se encontravam.
Este é o registro do conflito que se opôs aos soldados do Presidente Prudente de Morais pelos boatos reunidos em torno de Antônio Conselheiro. Luíza lutava contra o povo de seu pai, obrigados a comer qualquer tipo de animal que aparecia em sua frente. Na luta, o marido de Luíza morre, então ela começa a se prostituir para os soldados, até que um deles se apaixona por ela. Luíza se apaixona também pelo soldado. Após sua mãe ser assassinada, Luíza luta junto das pessoas de Canudos, em um dado momento acaba matando seu novo amante.
O filme acaba com Luíza e sua irmã rezando no meio dos destroços de Canudos.

## Elenco
- José Wilker - Antônio Conselheiro
- Cláudia Abreu - Luíza
- Paulo Betti - Zé Lucena
- Marieta Severo - Penha
- Selton Mello - Ten. Luís da Gama
- José de Abreu - Gen. Arthur Oscar de Andrade Guimarães
- Roberto Bomtempo - Pedro Martins
- Tuca Andrada - Arimateia
- Tonico Pereira - Cel. Antônio Moreira César
- Dandara Guerra - Tereza
- Jorge Neves - Toinho
- Dody Só - Pajeú
- Eliezer de Almeida - Beatinho
- Denise Weinberg - Margot
- Edinaldo Pereira - Zé Pedro
- Orlando Vieira - Coronel Tamarindo